# Кахилуото, Матти
Ма́тти Ка́лерво Ка́хилуото (фин. Matti Kalervo Kahiluoto; 11 марта 1931, Хельсинки — 24 января 2018, Финляндия) — финский дипломат, в ранге Чрезвычайного и Полномочного Посла.

## Биография
Родился 11 марта 1931 года в Хельсинки.
Окончив университет, получил степень магистра политических наук и с 1975 по 1981 годы трудился в качестве Чрезвычайного и Полномочного Посла Финляндии в Израиле, а с 1981 по 1984 годы — в Белграде.
С 1984 по 1986 году в звании Посла был представителем Финляндии при СБСЕ в Стокгольме, а с 1986 по 1988 годы заведовал политическим отделом в Министерстве иностранных дел Финляндии.
С 1988 по 1991 годы был Послом Финляндии в Австрии, а с 1991 по 1996 годы — послом в Швеции.
В 1996 году вышел в отставку.
Скончался 24 января 2018 года.